# Veliki Šenj
Veliki Šenj (em cirílico: Велики Шењ) é uma vila da Sérvia localizada no município de Stragari, pertencente ao distrito de Šumadija, na região de Šumadija. A sua população era de 331 habitantes segundo o censo de 2011.

## Demografia
| 1948 | 1953 | 1961 | 1971 | 1981 | 1991 | 2002 | 2011 |
| ---- | ---- | ---- | ---- | ---- | ---- | ---- | ---- |
| 583  | 539  | 520  | 452  | 401  | 383  | 350  | 331  |